# ハナサキガエル
ハナサキガエル（鼻先蛙、Odorrana narina）は、アカガエル科ニオイガエル属に分類されるカエル。

## 分布
日本（沖縄島北部）固有種。

## 形態
体長オス4.2-5.5センチメートル、メス6.5-7.2センチメートル。体形は細長い。体色は褐色、緑色などと個体変異が大きく、褐色に緑色の斑紋が入る個体もいる。
種小名narinaは「鼻」の意。四肢はやや長く、後肢を体に沿って前方に伸ばすと足首の関節が吻端よりも前方に達する。指趾の先端には小型の吸盤がある。

## 生態
山地にある常緑広葉樹林内を流れる渓流やその周辺に生息する。
食性は動物食で、昆虫、多足類、陸棲の貝類などを食べる。
繁殖形態は卵生。12-翌2月に渓流内の滝壺などに集まり100-200個の卵を産む。

## 人間との関係
開発による生息地の破壊、水質汚染、繁殖地の撹乱などにより生息数は減少し、人為的に移入されたマングースによる捕食も懸念されている。
絶滅危惧II類 (VU)（環境省レッドリスト）